# Lo spretato
Lo spretato (Le défroqué) è un film del 1954 diretto da Léo Joannon.
Trovò consensi dagli ambienti politici, vicini all'anticlericalismo.

## Trama
Nel corso della seconda guerra mondiale, il sottotenente Lacassagne viene a sapere che il suo commilitone più anziano, sottotenente Morin, è un prete apostata.
Rientrati in Francia, i due continuano a mantenere vivo il loro rapporto di amicizia e Lacassagne sceglie di entrare in seminario. Il suo pensiero resta vicino al suo compagno d'armi anche da seminarista, tanto da tentare di convincerlo in ogni maniera al ritorno al sacerdozio, senza però riuscire nell'intento. Nel frattempo Lacassagne viene ordinato sacerdote. Il suo primo pensiero, appena ricevuto l'abito talare, è di correre dall'amico Morin e instradarlo sulla via della redenzione, così da rendergli la possibilità di essere perdonato dalla Chiesa, ma lo ritrova in una condizione pietosa, prossimo al suicidio. Morin non ha nessuna intenzione di ascoltare l'ex-commilitone perché ha paura di cedere alla proposta di ritornare alla vita ecclesiastica, tanto che in un momento di rabbia incontrollata spinge Lacassagne giù per le scale.
Il giovane sacerdote ha una vecchia ferita di guerra che, a causa della caduta, si riapre, non riuscendo a rimarginarsi. Nel giro di poco tempo Lacassagne è ridotto in fin di vita; sul letto di morte, però, Morin gli chiede perdono, così da essere redento e avere la possibilità di essere riammesso all'interno dell'istituzione ecclesiastica.